# The Idolmaster Dearly Stars
The Idolmaster Dearly Stars (アイドルマスター ディアリースターズ) est un jeu vidéo de rythme et de simulation de vie développé par Microvision et édité par Bandai Namco Games, sorti en 2009 sur Nintendo DS.

## Accueil
- Famitsu : 30/40[1].